# Naarda molybdota
Naarda molybdota là một loài bướm đêm trong họ Noctuidae.